# Петерсон, Торд
Торд Петерсон (анг. Tord Peterson) — шведский актер, с 1953 года снялся в более 80-ти фильмах и шоу.
Актёр умер 11 января 2021 года в возрасте 94-х лет.

## Биография

### Рождение Петерсона
Родился Петерсон в Дандерюде 21 апреля 1926 года. Был замужем за актрисой Уллой Бломстранд.

### Учебные годы
В начале 1950-х начал учёбу на инженера в Стокгольмском технологическом институте, но больше заинтересовался театром, отчасти благодаря своему другу детства Акселю Дюбергу. Вместо этого в 1953 году он сначала подал заявление в театральную линию Borgarskolan, а затем в театральную школу Вилли Кобланка. Затем примерно в середине 1950-х он начал играть на подвальных сценах, таких как Teatern i Gamla stan, позже Munkbroteatern и Marsyas Theater, а также в Studentteatern и Pionjärteatern. К концу того же десятилетия он начал гастролировать с Riksteatern, а затем, в течение сезона 1960–61 в Per Edströms Arenateater, в 1961 году в Kretsteatern в Буросе, между 1967 и 1971 годами сначала в Городском театре Уппсалы, а затем в Вестеросе.

### Карьера
Петерсон был одним из тех, кто, несмотря на долгую карьеру в театре и кино, долгое время работал в безвестности. Однако в фильмах и на телевидении его в основном видели в небольших, но довольно значимых ролях второго плана, где его слегка угловатая внешность часто приводила к тому, что его помещали в категорию злодеев как вора, убийцу или тому подобное.
С другой стороны, в более зрелые годы он совершил прорыв в довольно небольшой по своей сути роли одного из братьев в «Англагарде» (1992) где он показал себя значительным характерным актером. С его угрюмой и тихой внешностью он стал эффектным контрастом веселого и шумного другого брата (которого играет Эрнст Гюнтер). Петерсон оставался активным в 2000-х и 2010-х годах, а в 2013 году его видели в одной из главных ролей в фильме Дэниела Альфредсона «Скумтиммен».
В 1967 году он получил стипендию Вильгельма Моберга Театральной ассоциации.

## Награды
- Guldbaggenominerad (рус. Гулдбаг номинирован) — лучший актёр в фильме Änglagård andra sommaren. (1995 г.)[3]
- Pris (рус. Награда) — за участие в фильме Änglagård (1993 г.)[3]

## Музыкальные произведения
| Роль  | Произведение       | Год  |
| ----- | ------------------ | ---- |
| Певец | En lille Rystedans | 1992 |
| Певец | Helan går          |      |

## Лучшие фильмы (анг.Selected filmography)
- The Hard Game (рус. Тяжёлая игра) — шведский спортивный фильм 1956 года, режиссёра Lars-Eric Kjellgren (рус. Ларса-Эрика Челльгрена).
- Nightmare (рус. Кошмар) — шведский триллер 1965 года, режиссёра Arne Mattsson (рус. Арне Маттссона).
- The Shot (рус. Выстрел) — шведский триллер 1969 года, режиссёра Claes Fellbom (рус. Класа Феллбома).
- Grisjakten (рус. Грисьяктен) — шведский фильм 1970 года, снятый Йонасом Корнеллом по роману PC Jersild.
- Honeymoon (рус. Медовый месяц) — шведский драматический фильм 1972 года, режиссёра Claes Lundberg (рус. Класа Лундберга).  Был включён в 22-й Берлинский международный кинофестиваль.
- House of Angels (рус. Дом ангелов) — шведский драматический фильм, который был показан в кинотеатрах Швеции 21 февраля 1992 года.
- House of Angels – The Second Summer (рус. Дом ангелов: Второе лето) — шведский драматический фильм 1994 года.
- Echoes from the Dead (рус. Эхо мёртвых) — шведский драматический фильм 2013 года.